# Lavazza
Luigi Lavazza S.p.A. (w skrócie stylizowana na LAVAZZA) – włoska firma rodzinna, producent wyrobów kawowych. Założona w Turynie w 1895 roku przez Luigiego Lavazzę. Firma jest obecnie zarządzana przez trzecie i czwarte pokolenie rodziny Lavazza.

## Firma
Lavazza została założona w Turynie we Włoszech w 1895 roku (początkowo jako mały sklep spożywczy), od czterech pokoleń należy nieprzerwanie do rodziny. Jest siódmym na świecie producentem kawy, ma udział w rynku we Włoszech (pod względem sprzedaży) na poziomie ponad 36%, 3800 pracowników i przychód w wysokości 2,24 miliarda euro (2019). Grupa Lavazza posiada trzy główne zakłady produkcyjne we Włoszech: 
- Turyn, pierwszy historyczny zakład produkcyjny;
- Gattinara, gdzie produkowane są kapsułki Lavazza A Modo Mio, Lavazza Espresso Point i Lavazza Blue;
- Pozzilla, gdzie produkowana jest kawa bezkofeinowa do dystrybucji na całym świecie.

Pozostałe trzy zakłady produkcyjne znajdują się we Francji, Indiach i Brazylii. Lavazza sprzedaje za granicami Włoch 46% swojej produkcji działając poprzez spółki stowarzyszone oraz dystrybutorów w ponad 90 krajach.

## Produkt
Lavazza sprowadza surowiec m.in. z Brazylii, Kolumbii, Gwatemali, Kostaryki, Hondurasu, Ugandy, Indonezji, Stanów Zjednoczonych i Meksyku. Firma opracowała projekt ¡Tierra! – zrównoważonego rolnictwa w Hondurasie, Kolumbii i Peru, którego celem jest poprawa jakości ziaren kawy oraz warunków środowiskowych i pracy tych społeczności.
Wg danych producenta 16 z 20 milionów rodzin kupujących kawę we Włoszech wybiera tę markę. Jej podstawowe produkty to: Qualità Oro, Qualità Rossa, Club, Caffè Espresso, Il Perfetto Espresso, Caffè Crema, Gran Aroma Bar, Super Crema, Crema e Gusto, Crema e Aroma, Top Class, Grand'Espresso, Dek (bezkofeinowa) oraz kapsułki kawy A Modo Mio, „Espresso Point” i Lavazza Blue. Lavazza produkuje również kapsułki zgodne z Nespresso (NCC).
Lavazza przypisuje sobie wynalezienie koncepcji kupażowania różnych rodzajów kawy z różnych obszarów geograficznych, twierdząc, że jest to charakterystyczna cecha wszystkich swoich produktów.

## Sponsoring

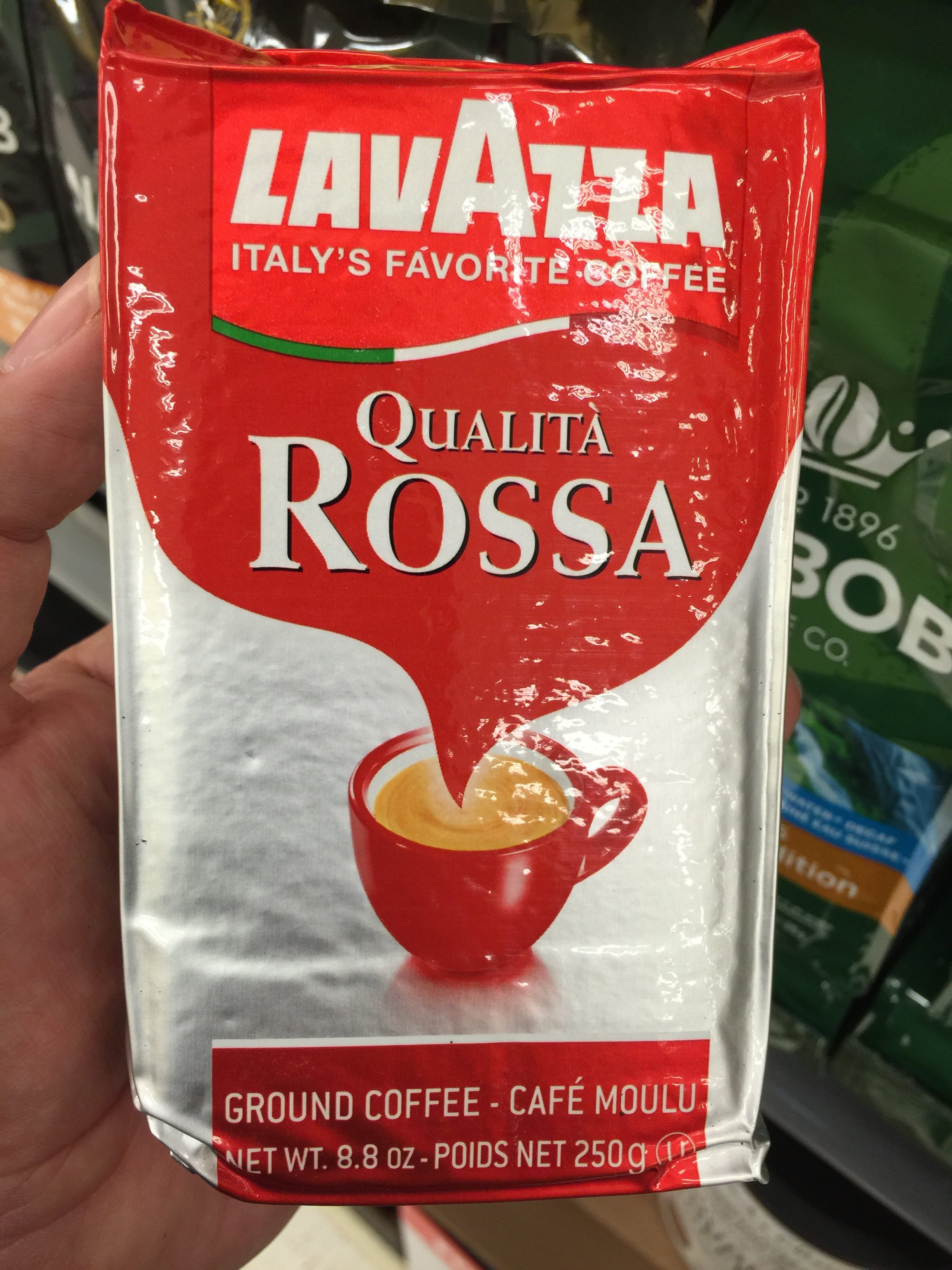
Paczka kawy Lavazza

Lavazza została sponsorem Liverpool FC w 2018 roku oraz zespołu Williams Racing w Formule 1 (jako indywidualny sponsor Kanadyjczyka Nicholasa Latifi). Dzięki porozumieniu zawartemu we wrześniu 2020 roku Lavazza stała się oficjalną marką kawy używaną przez Juventus FC.
Firma jest wieloletnim sponsorem drużyny brydża sportowego Lavazza Team. Współwłaścicielka firmy Maria Teresa Lavazza była grającym kapitanem drużyny, z którą zdobywała kilkakrotnie najwyższe brydżowe trofea.

## Kalendarz
Od 1991 roku firma wydaje „Kalendarz Lavazza” (niedostępny w sprzedaży), w którym znajdują się konceptualne zdjęcia modowe autorstwa czołowych światowych fotografów. Wśród autorów byli m.in.:
- Helmut Newton w 1993 i 1994
- Ellen Von Unwerth w 1995[9]
- David LaChapelle w 2002, 2020[10]
- Erwin Olaf w 2005[11]
- Eugenio Recuenco w 2007
- Annie Leibovitz w 2009[12]
- Platon w 2018[13]